# 区間車
区間車（くかんしゃ）は、台湾で台湾鉄路管理局（台鉄）を中心に運行されている列車種別の一つである。台鉄以外の事業者でも途中区間で折り返す系統に対して便宜的に用いられる場合がある（#台鉄以外の区間車を参照）。

## 概要
台湾鉄路管理局は、台鉄捷運化計画に基づいて2006年11月1日に非対号の復興号及び通勤電車、冷気柴客を統合し、日本の鉄道の普通に相当する区間車と快速に相当する区間快車（くかんかいしゃ）を設定した。

### 区間車
基本的に各駅に停車しているが、2015年3月24日ダイヤ改正より2018年8月14日まで、縦貫線でEMU500型電車を3編成連結した12両編成列車を運行していた。時刻表上では區間車（長編組）と表記されており、ホーム有効長が不足する三坑、浮洲、南樹林、富岡、北新竹、三姓橋、香山、崎頂などの駅は通過扱いとなっていた。また林栄新光駅は昼間のみ営業となるため、早朝と夕方以降は区間車も停車しなくなる。
2018年10月12日ダイヤ改正より、区間車の運行体系が大幅に見直され、多くのロングラン運用が設定された。
| 列車番号 | 走行区間   | 走行距離  | 備考                            |
| -------- | ---------- | --------- | ------------------------------- |
| 3157次   | 新竹→潮州  | 325.5ｋｍ | 逆行のみ設定。所要時間6時間37分 |
| 2164次   | 新営→瑞芳  | 319.9ｋｍ | 順行のみ設定。所要時間6時間22分 |
| 3248次   | 屏東→新竹  | 314.4ｋｍ | 順行のみ設定。所要時間6時間40分 |
| 2174次他 | 瑞芳ー嘉義 | 297.0ｋｍ | 順行1本、逆行2本                |
| 2124次他 | 嘉義ー基隆 | 291.8ｋｍ | 順行12本、逆行12本              |
| 2244次   | 嘉義→七堵  | 285.8ｋｍ | 順行のみ設定。所要時間6時間13分 |
| 3177次   | 銅鑼→潮州  | 284.5ｋｍ | 逆行のみ設定。所要時間5時間53分 |
| 3128次他 | 潮州ー后里 | 263.6ｋｍ | 順行13本、逆行11本              |

### 区間快車
利用の少ない駅を通過し、速達運転を行う。一部支線を除く全区間に設定されている。
- かつては南港駅も全ての区間快車が通過する駅であったが、台湾高速鉄道の南港延伸を機に徐々に改善され、それでも当初は延伸前同様に停車していなかったが、現在は4本だけが通過するようになっている。
- 南港駅とは逆に東部幹線の方面は大半は元々は停車していた各駅であったが、度重なる改正を機に停車が不規則となり、自強号などの停車駅でも区間快車が停車しなくなった駅も急増しており、一等駅である七堵駅も樹林方面と宜蘭方面がそれぞれ2本ずつ停車しなくなってしまっている。また、莒光号が区間快車によって置き換えられたため、頭城〜瑞芳間無停車の列車も存在する。
- 上記にもあるように東部幹線の最速達型の区間快車は赤文字の一部停車駅をほぼ通過とする列車も存在しており、その場合の樹林 - 蘇澳新間の停車駅は樹林 - 板橋 - 台北 - 松山 - 南港 - 七堵 - 瑞芳 - 福隆 - 礁溪 - 宜蘭 - 羅東 - 蘇澳新の停車パターンも存在する。(七堵駅は蘇澳新方面は全て停車)
- 屏東線の潮州 - 枋寮間は元々は南州駅と林辺駅のみの停車であったが、そもそもの当区間の区間車が少なめになるのもあり、対号列車が頻発している区間なのもあるため、各駅停車にすることで区間車の補完の役割になりつつある。
- 区間快車どころか一部の区間車も通過していた一部の駅は現在は区間車は林栄新光駅を除き、全部停車するようになっている。林栄新光駅は完全に昼間のみの役割になっている。
- 他にも豊富駅のように台湾高速鉄道の苗栗駅の開業を機に高鉄駅に隣接移転し、招呼駅から簡易駅として再度有人化しているようなケースもあるが、現時点においても区間快車の停車にすら至っておらず、高鉄駅の接続駅としては唯一、区間快車も停車しない駅となっている[4]。
- 莒光号を置き換える役割として、区間快車が使われているため、以前は運行がなかった台東線や南廻線での区間快車の運行も開始されている。

## 使用車両

### 区間車
- 通勤電車
  - EMU500型電車
  - EMU600型電車
  - EMU700型電車
  - EMU800型電車
  - EMU900型電車

- 気動車
  - DR1000型気動車（支線・非電化区間など）
- 客車列車 
  - 復興号型客車 （南迴線枋寮 - 台東間）（2022年12月2日運行終了[5]）

### 区間快車
- 通勤電車
  - EMU500型電車
  - EMU600型電車
  - EMU700型電車
  - EMU800型電車
  - EMU900型電車
- 気動車
  - DR1000型気動車（支線・非電化区間など）

## 台鉄以外の区間車

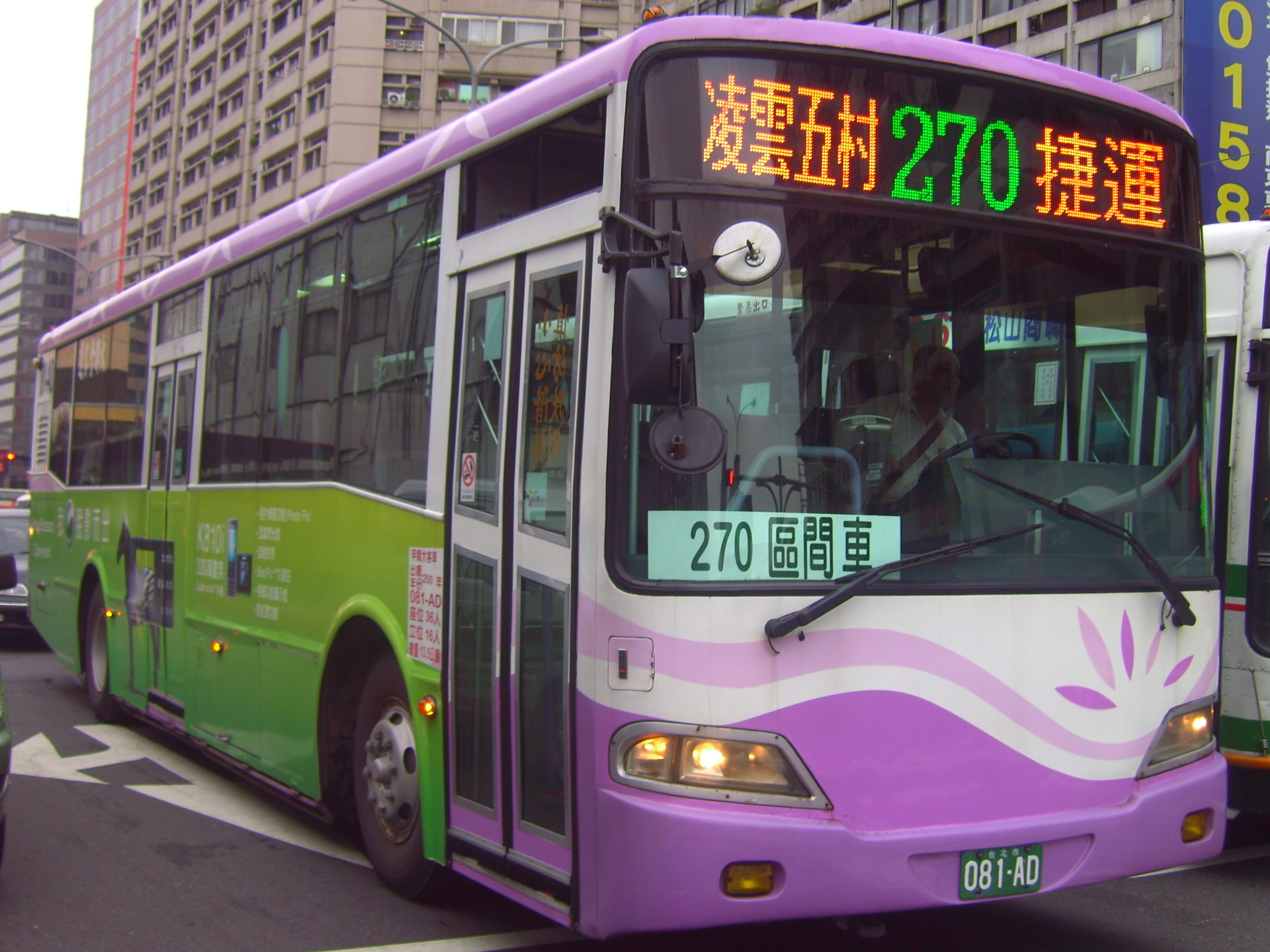
区間車の表示がある大都会客運台北聯営公車270路

台湾高速鉄道（台中駅発着系統）や台北捷運（淡水信義線の北投駅 - 大安駅系統、松山新店線の台電大楼駅発着などの日本の地下鉄における小運転に相当する系統）、各県市のバス路線のうち途中で折り返す系統などでも便宜的な案内として使われることもある。